# The Behemoth

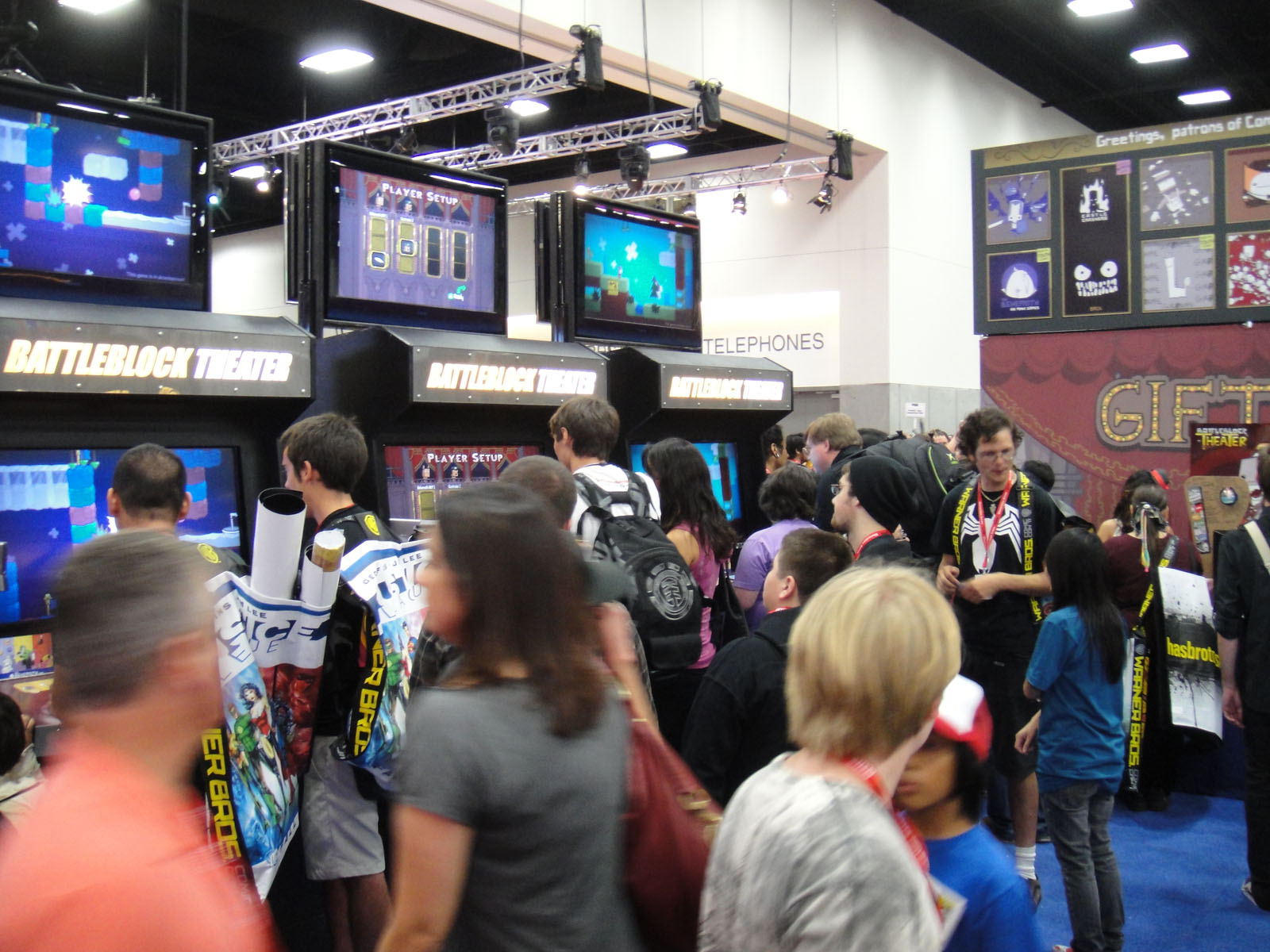
Cabine da empresa The Behemoth na Comic-Con 2011, em San Diego, estado da Califórnia.

The Behemoth é uma empresa de desenvolvimento de videogames que foi iniciada em 2003 por John Baez, o artista Dan Paladin, e o programador Tom Fulp, Brandom LaCava e Nick Dryburgh. Dryburgh e LaCava deixaram a empresa mais tarde. O estúdio de desenvolvimento da The Behemoth está localizada em San Diego, na Califórnia. A empresa é conhecida por produzir jogos simples com o estilo 2D da criação artística de Dan Paladin.
Seu primeiro jogo de console, Alien Hominid, foi aclamado pela mídia e os membros da empresa rapidamente ganharam status de desenvolvedores indies focados em trazer de volta os estilos old-school de videogames para os jogos tradicionais.
O segundo, Castle Crashers, foi lançado em 27 de agosto de 2008, originalmente para o serviço Xbox Live Arcade, sendo relançado para PlayStation 3 em 31 de agosto de 2010 e Microsoft Windows/OS X em 26 de setembro de 2012. Seu lançamento no Xbox Live Arcade, Castle Crashers tornou-se um dos jogos mais baixados, com mais de 2,6 milhões de cópias vendidas até o final de 2011.
O terceiro título, BattleBlock Theater, foi lançado em 3 de abril de 2013. As versões para Windows, Linux e macOS do BattleBlock Theater foram lançados no Steam em 15 de maio de 2014.
Seu último jogo, Pit People, foi lançado para acesso antecipado Steam e foi lançado para o Xbox One em 13 de janeiro de 2017. Sua versão final foi lançada em 31 de outubro de 2018, na atualização Pitlicious.

## História
Em agosto de 2002, Tom Fulp e Dan Paladin colaboraram na criação do jogo Flash Alien Hominid para a Newgrounds. Desde então, o jogo se tornou extremamente popular e gerou mais de vinte milhões de acessos e aumentou. No final do ano, Paladin estava trabalhando no desenvolvimento de um videogame de console quando o colega de trabalho Baez se aproximou dele, era fã de Alien Hominid e perguntou a Paladin se ele estava interessado em desenvolver o jogo para consoles. Quando Baez se ofereceu para produzir o jogo, Fulp e Paladin concordaram, recrutaram LaCava e Dryburgh e formaram The Behemoth em 2003.

## Jogos
- Alien Hominid (2004)
- Alien Hominid HD (2007)
- Castle Crashers (2008)
- Super Soviet Missile Mastar (2011)
- Alien Hominid PDA Games (2011)
- BattleBlock Theater (2013)
- Castle Crashers Remastered (2015)
- Pit People (2017)